# 192 (szám)
A 192 (százkilencvenkettő) a 191 és 193 között található természetes szám.
Másodfajú Leyland-szám, tehát felírható {\displaystyle x^{y}-y^{x}} alakban.
A 192 előáll tíz egymást követő prímszám összegeként:
5 + 7 + 11 + 13 + 17 + 19 + 23 + 29 + 31 + 37 = 192
Az első olyan szám, amelynek pontosan 14 osztója van.
A 192 Harshad-szám, mert osztható a tízes számrendszerben vett számjegyeinek összegével.

## Egyéb
- 2008 márciusában 192 állam tagja az ENSZ-nek.
- Privát hálózatok IP-címei 192.168 kezdetűek.